# Saint-Julien-du-Tournel
Saint-Julien-du-Tournel is een plaats en voormalige gemeente in het Franse departement Lozère in de regio Occitanie en telt 112 inwoners (2009). De plaats maakt deel uit van het arrondissement Mende.

## Geschiedenis
Saint-Julien-du-Tournel is op 1 januari 2017 gefuseerd met de gemeenten Bagnols-les-Bains, Belvezet, Le Bleymard, Chasseradès en Mas-d'Orcières tot de gemeente Mont Lozère et Goulet.  

## Geografie
De oppervlakte van Saint-Julien-du-Tournel bedraagt 36,3 km², de bevolkingsdichtheid is dus 3,1 inwoners per km².
De onderstaande kaart toont de ligging van Saint-Julien-du-Tournel met de belangrijkste infrastructuur en aangrenzende gemeenten.

## Demografie
Onderstaande figuur toont het verloop van het inwonertal.
Bagnols-les-Bains · Belvezet · Le Bleymard · Chasseradès · Mas-d'Orcières · Saint-Julien-du-Tournel